# Белозубка Харенны
Белозубка Харенны (лат. Crocidura harenna) — вид млекопитающих рода Белозубки семейства Землеройковые, обитающий исключительно в лесу Харенна в горах Бале в Эфиопии. Образец, найденный в Иллубаторе на высоте около 1500 метров над уровнем моря, представляет либо этот вид, либо родственный ему. Близок к Crocidura phaeura, ещё одному эндемику Эфиопии. Площадь ареала вида составляет примерно 4 км².

## Описание
У белозубки Харенны мягкая густая шерсть серого цвета с длиной волос спины около 4,5 мм. Короткий хвост покрыт длинными щетинистыми волосами. Череп напоминает череп рувензорийской белозубки (Crocidura niobe). Длина головы и тела колеблется от 65 до 76 мм, длина хвоста — от 44 до 48 мм, длина задних лап — от 12,5 до 14 мм, длина ушных раковин — от 8 до 9 мм, вес — приблизительно от 7 до 11,5 г. Кариотип включает 2n = 36 хромосом, FN = 50.

## Статус
Из-за крайне ограниченного ареала и разрушения среды обитания вид находится под угрозой исчезновения.